# Antropologia nagląca
Antropologia „nagląca” – studia nad problemami wymagającymi natychmiastowej rejestracji i analizy ze względu na niebezpieczeństwo szybkiego zaniku dawnych form kulturowych, konieczność śledzenia bieżących procesów zmian społeczno-kulturowych w toku ich przebiegu, konieczność szybkiego dostosowania metodologicznych i teoretycznych propozycji dla potrzeb badań empirycznych oraz bezzwłocznego prowadzenia studiów nad zagadnieniami mogącymi wnieść szczególnie dużo do rozwoju refleksji teoretycznej.

## Podział
Antropologia „nagląca” dzieli się na trzy podstawowe działy:
1. Antropologię ratowniczą koncentrującą się na badaniach i ochronie ginących form kulturowych i ich dokumentacji
2. Antropologię „chwili” koncentrująca się na badaniu bieżących procesów przemian społeczno-kulturowych spowodowanych zderzeniem kultur, modernizacją, urbanizacją, migracjami, rozwojem gospodarczym, konfliktami interetnicznymi itp. Głównym celem antropologii „chwili” jest naukowa obserwacja tych procesów in statu nascedi.
3. Antropologię najważniejszych problemów, która koncentruje się na zagadnieniach doniosłych z punktu widzenia teoretycznego, a dotychczas wyraźnie zaniedbywanych, a więc na kwestiach, których analiza może przyczynić się do istotnego rozwoju ogólnej wiedzy o kulturze i sposobach jej badania.

Ukształtowanie się nurtu antropologii „naglącej” wiązało się bezpośrednio z falą przemian modernizacyjnych po II wojnie światowej. Jednym z pierwszych badaczy postulujących podjęcie ratunkowych badań był R. Heine-Geldern patronujący powstaniu  „International Committee on Urgens Anthropological and Ethnological Research”. 